# Rhaphidophora kinabaluensis
Rhaphidophora kinabaluensis är en insektsart som beskrevs av Heinrich Hugo Karny 1926. Rhaphidophora kinabaluensis ingår i släktet Rhaphidophora och familjen grottvårtbitare. Inga underarter finns listade i Catalogue of Life.